# Asmahan Buyadar
Asmahan Buyadar (Constantina (Argelia), 13 de junio de 1980) es una atleta argelina que compite en el lanzamiento de peso y jabalina. Ganó la medalla de oro en el lanzamiento de bala F33 en los Juegos Paralímpicos de Río de Janeiro 2016.

## Carrera atlética
Asmahan Buyadar compitió en el lanzamiento de bala en los Campeonatos Mundiales de Atletismo de 2015 en Doha, Catar, lanzó un nulo en la final, terminando en el último lugar. En marzo de 2016, rompió el récord africano de lanzamiento de bala F33, con un lanzamiento de 5.56 metros en el Gran Premio de Atletismo IPC en Dubái. Buyadar también realizó el lanzamiento de jabalina, donde estableció un nuevo récord mundial de F33.
Compitió en sus primeros Juegos Paralímpicos de Verano en 2016 en los Juegos Paralímpicos de Río de Janeiro 2016, Brasil, a finales de ese año. Al participar en el lanzamiento de pala femenino F33, ganó la medalla de oro con un nuevo récord africano de 5,72 metros, por delante de la catarí Sara Hamdi Masoud y la emiratí Sara Alesanaani en segundo y tercer lugar respectivamente. Buyadar habló después del evento, diciendo que sentía que era su venganza después de los resultados en los anteriores Campeonatos Mundiales. En el primer evento del Gran Premio de 2017, rompió el récord mundial de lanzamiento de jabalina una vez más, con un lanzamiento de 12,82 metros.